# 가모촌 (와카야마현)
가모촌(加茂村)은 와카야마현 가이소군에 있던 촌이다. 현재의 가이난시에 해당한다.

## 역사
- 1889년 4월 1일 - 정촌제 시행에 의해 아마군 가모촌이 성립하였다.
- 1896년 4월 1일 - 아마군, 나구사군과 합병해 가이소군이 되었다.
- 1955년 1월 1일 - 시모쓰정, 오사키정, 니기촌, 시모쓰촌과 합병해, 새로운 시모쓰정이 성립하여 동일 가모촌은 폐지되었다.

## 교통

### 철도
구 촌내에는 일본국유철도 기세이 본선이 통과했지만, 역은 소재하지 않았다.

### 도로
- 국도 제170호선 국도 제42호선

## 참고문헌
- 角川日本地名大辞典 30 和歌山県